# Achillea
Achillea (aquileia) é um género de cerca de 85 plantas com flor da família Asteraceae.
Ocorre na Europa e em regiões temperadas da Ásia. Algumas crescem na América do Norte.
Possuem grandes aglomerados de pequenas flores no topo do caule. As flores podem ser brancas, amarelas, laranjas, rosas ou vermelhas. Possuem tipicamente folhas aromáticas.
O nome do género é derivado do personagem mitológico Aquiles. De acordo com a Ilíada, os soldados de Aquiles usaram esta planta para tratar as suas feridas.
Espécies de Achillea são usadas como alimento por larvas de alguns lepidópteros.

## Espécies
Segundo o The Plant List:
- Achillea abrotanoides (Vis.) Vis.
- Achillea absinthoides Halácsy
- Achillea acuminata (Ledeb.) Sch.Bip.
- Achillea aegyptiaca L.
- Achillea ageratifolia (Sibth. & Sm.) Benth. & Hook.f.
- Achillea ageratum L.
- Achillea albinea Bjelčić & K.Malý
- Achillea aleppica DC.
- Achillea alexandri-regis Bornm. & Rudsky
- Achillea alpina L.
- Achillea ambrosiaca (Boiss. & Heldr.) Boiss.
- Achillea apiculata N.I.Orlova
- Achillea arabica Kotschy
- Achillea armenorum Boiss. & Hausskn.
- Achillea asiatica Serg.
- Achillea aspleniifolia Vent.
- Achillea atrata L.
- Achillea aucheri Boiss.
- Achillea auriculata Willd.
- Achillea baikalensis Fisch.
- Achillea barbeyana Heldr. & Heimerl
- Achillea barrelieri (Ten.) Sch.Bip.
- Achillea biserrata M.Bieb.
- Achillea boissieri (Hausskn.) Hausskn. ex Boiss.
- Achillea brachyphylla Boiss. & Hausskn.
- Achillea bucharica C.Winkl.
- Achillea callichroa Boiss.
- Achillea cappadocica Hausskn. & Bornm.
- Achillea carpatica Błocki ex Dubovik
- Achillea chamaecyparissus Sch.Bip.
- Achillea chamaemelifolia Pourr.
- Achillea cheilanthifolia Sommier & Levier
- Achillea chrysocoma Friv.
- Achillea clavennae L.
- Achillea clusiana Tausch
- Achillea clypeolata Sm.
- Achillea coarctata Poir.
- Achillea collina (Becker ex Rchb.f.) Heimerl
- Achillea condensata Miq.
- Achillea conferta DC.
- Achillea cretica L.
- Achillea crithmifolia Waldst. & Kit.
- Achillea cucullata Hausskn. ex Bornm.
- Achillea cuneatiloba Boiss. & Buhse
- Achillea decolorans Schrad. ex Willd.
- Achillea decumbens Lam.
- Achillea distans Waldst. & Kit. ex Willd.
- Achillea erba-rotta All.
- Achillea eriophora DC.
- Achillea euxina Klokov
- Achillea falcata L.
- Achillea filipendulina Lam.
- Achillea formosa (Boiss.) Sch.Bip.
- Achillea fraasii Sch.Bip.
- Achillea fragrantissima (Forssk.) Sch.Bip.
- Achillea glaberrima Klokov
- Achillea goniocephala Boiss. & Balansa
- Achillea graja Beyer
- Achillea grandifolia Friv.
- Achillea gypsicola Hub.-Mor.
- Achillea haussknechtii Boiss.
- Achillea heterophylla Spreng.
- Achillea holosericea Sm.
- Achillea horanszkyi Ujhelyi
- Achillea huber-morathii Rech.f.
- Achillea illiczevski Tzvelev
- Achillea impatiens L.
- Achillea incognita Danihelka
- Achillea inundata Kondr.
- Achillea japonica Heimerl
- Achillea karatavica Kamelin
- Achillea kellalensis Boiss. & Hausskn.
- Achillea ketenoglui H.Duman
- Achillea kotschyi Boiss.
- Achillea laggeri Sch.Bip.
- Achillea latiloba Ledeb. ex Nordm.
- Achillea ledebourii Heimerl
- Achillea leptophylla M.Bieb.
- Achillea leptophylloides Prodan
- Achillea lereschei Sch.Bip.
- Achillea ligustica All.
- Achillea lingulata Waldst. & Kit.
- Achillea lycaonica Boiss. & Heldr.
- Achillea macrocephala Rupr.
- Achillea macrophylla L.
- Achillea magna Sibth. & Sm.
- Achillea magnifica Heimerl ex Hub.-Mor.
- Achillea maritima (L.) Ehrend. & Y.P.Guo
- Achillea maura Humbert
- Achillea membranacea (Labill.) DC.
- Achillea micrantha Willd.
- Achillea micranthoides Klokov
- Achillea millefolium L.
- Achillea milliana H.Duman
- Achillea mollis Andrz. ex Trautv.
- Achillea monocephala Boiss. & Balansa
- Achillea multifida (DC.) Griseb.
- Achillea nana L.
- Achillea nigrescens (E.Mey.) Rydb.
- Achillea nobilis L.
- Achillea obscura Nees
- Achillea occulta Constantin. & Kalpoutz.
- Achillea ochroleuca Ehrh.
- Achillea odorata L.
- Achillea oligocephala DC.
- Achillea oxyloba (DC.) Sch.Bip.
- Achillea oxyodonta Boiss.
- Achillea pachycephala Rech.f.
- Achillea phrygia Boiss. & Balansa
- Achillea pindicola Hausskn.
- Achillea pseudoaleppica Hub.-Mor.
- Achillea pseudopectinata Janka
- Achillea ptarmica L.
- Achillea ptarmicifolia (Willd.) Rupr. ex Heimerl
- Achillea ptarmicoides Maxim.
- Achillea pyrenaica Sibth. ex Godr.
- Achillea rhodoptarmica Nakai
- Achillea roseo-alba Ehrend.
- Achillea rupestris Huter & al.
- Achillea salicifolia Besser
- Achillea santolinoides Lag.
- Achillea schischkinii Sosn.
- Achillea schmakovii Kupr.
- Achillea schneideri Rouy
- Achillea schugnanica C.Winkl.
- Achillea sedelmeyeriana Sosn.
- Achillea seidlii J.Presl & C.Presl
- Achillea sergievskiana Shaulo & Shmakov
- Achillea setacea Waldst. & Kit.
- Achillea sieheana Stapf
- Achillea sinensis Heimerl
- Achillea sintenisii Hub.-Mor.
- Achillea sipikorensis Hausskn. & Bornm.
- Achillea spinulifolia Fenzl ex Boiss.
- Achillea squarrosa Aiton
- Achillea stepposa Klokov & Krytzka
- Achillea styriaca Saukel & Danihelka
- Achillea submicrantha Tzvelev
- Achillea subtaurica Tzvelev
- Achillea talagonica Boiss.
- Achillea taygetea Boiss. & Heldr.
- Achillea tenuifolia Lam.
- Achillea teretifolia Willd.
- Achillea thracica Velen.
- Achillea tomentosa L.
- Achillea tuzsonii Ujhelyi
- Achillea umbellata Sibth. & Sm.
- Achillea valesiaca Suter
- Achillea vermicularis Trin.
- Achillea virescens (Fenzl) Heimerl
- Achillea wilsoniana (Heimerl) Hand.-Mazz.

## Portugal
Em Portugal este género é representado por 3 espécies:
- Achillea ageratum L.
- Achillea millefolium L.
- Achillea monticola Martrin-Donos

As três espécies ocorrem em Portugal em Portugal continental de onde são autóctones. A segunda ocorre também nos arquipélagos dos Açores e da Madeira, onde é invasora.

## Sinónimos
- Achillios St-Lager, Ann. Soc. Bot. Lyon, nouv. sér., 7: 118. 1884.
- Millefolium Mill., Gard. Dict. Abr. ed. 4. 1754.
- Arthrolepis Boiss., Diagn. Pl. Orient., ser. 1, 11: 14. 1849.
- Leucocyclus Boiss., Diagn. Pl. Orient., ser. 1, 11: 13. 1849.
- Conforata Caesalp. ex Fourr., Ann. Soc. Linn. Lyon sér. 2, 17: 91. 1869 .
- Diotis Desf., Fl. Atl. 2: 261. 1798, nom. illeg. non Schreb. (1791).
- Otanthus Hoffmanns. & Link, Fl. Portug. 2: 364. 1834.
- Ptarmica Mill., Gard. Dict. Abr. ed. 4. 1754.

## Classificação do gênero
| Sistema | Classificação                                | Referência               |
| ------- | -------------------------------------------- | ------------------------ |
| Linné   | Classe Syngenesia, ordem Polygamia superflua | Species plantarum (1753) |